# Haus Am Markt 10 (Norden)

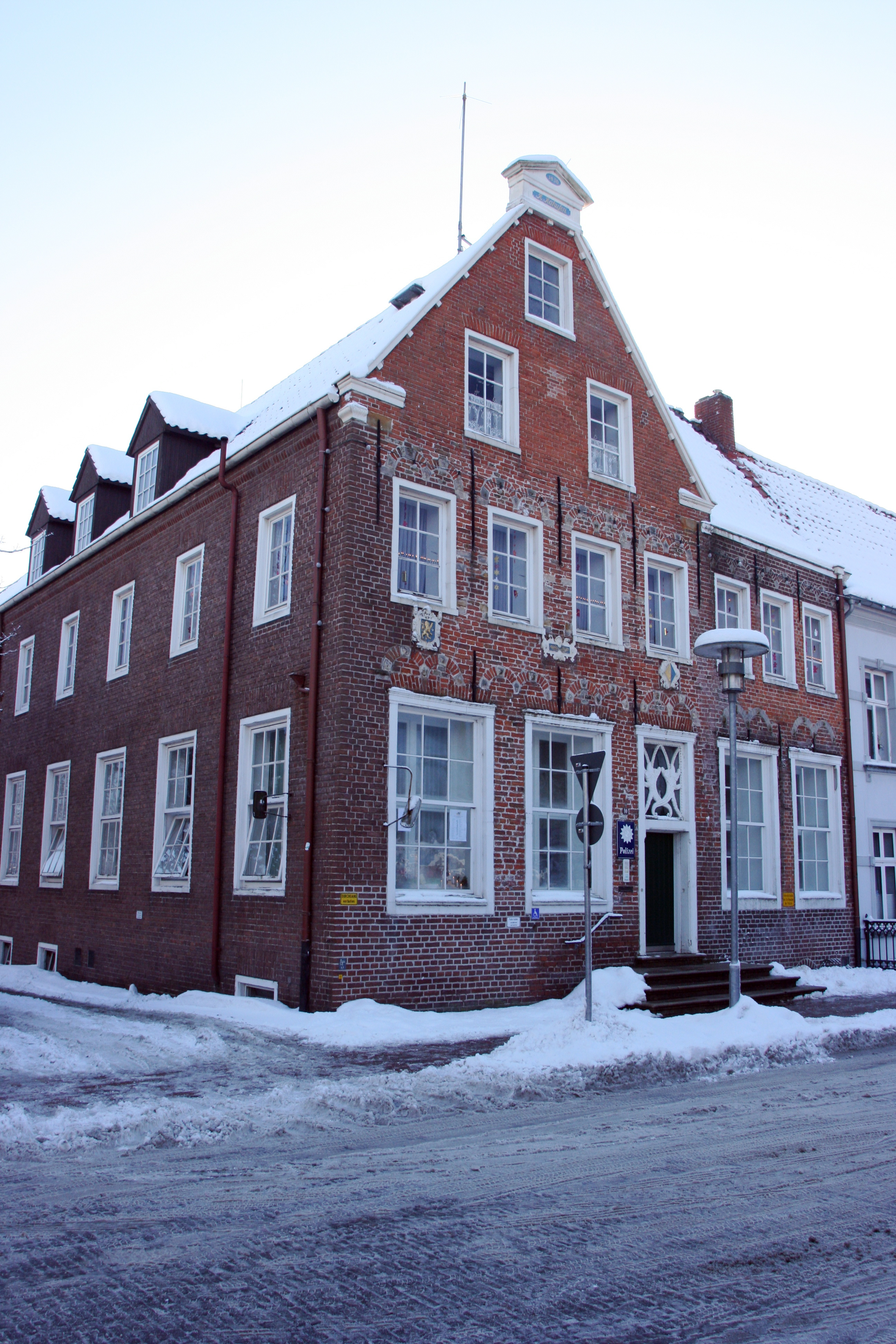
Das Polizeikommissariat Norden

Das Haus Am Markt 10 ist ein denkmalgeschütztes Gebäude in der ostfriesischen Kleinstadt Norden (Landkreis Aurich, Niedersachsen). In dem Haus ist das Polizeikommissariat Norden untergebracht. Erhard Lüppena aus dem Geschlecht der Häuptlinge von Soltborg (heute ein Teil der Gemeinde Jemgum) und von 1620 bis 1643 Bürgermeister von Norden, erbaute das Haus im Jahre 1617.

## Beschreibung
Das Haus ist giebelständig zum Markt hin ausgerichtet, der traufständige Gebäudeteil an der rechten Seite des Hauses war ursprünglich ein eigenständiges Giebelhaus, das im 19. Jahrhundert seinen Giebel verlor. Von diesem Gebäudeteil blieb lediglich die Fassade erhalten. Dahinter befindet sich ein Neubau. Zwischen dem ersten und dem zweiten Obergeschoss des giebelständigen Gebäudeteils gibt es drei Kartuschen aus Sandstein, von denen die linke das Wappen der Erbauerfamilie Lüppena zeigt, während die rechte ein gespaltenes Schild ziert, das möglicherweise das Wappen der Familie Rykena zeigt, mit der der Erbauer, Erhard Lüppena (1579–1644) verheiratet war. In der mittleren Kartusche ist das Baujahr 1617 zu sehen.
Über der rechteckigen Eingangstür befindet sich ein Oberlicht mit geschwungenen Füllhörnern. Über den Fenstern im Erd- und ersten Obergeschoss befinden sich doppelte Entlastungsbögen mit Diamantquaderung. Sie zeigen, dass das Haus zu seiner Erbauungszeit mit Kreuzstockfenstern ausgestattet war.